# Éter etílico
El etoxietano, también conocido como éter etílico o dietiléter es un éter líquido, incoloro, muy inflamable, con un bajo punto de ebullición, de sabor acre y ardiente.
Es menos denso que el agua (su densidad es de 736 kg/m³), sin embargo su vapor es más denso que el aire (2,56 kg/m³). El éter etílico se vaporiza con el calor corporal (34,5 °C), y solidifica a -116 °C.
Es un buen disolvente de las grasas, azufre, fósforo, etc. Tiene aplicaciones industriales como disolvente y en las fábricas de explosivos. En la industria alimenticia, se usa en la fabricación de aceites comestibles del cual luego se separa por destilación.

## Historia
Se le da el crédito de su descubrimiento al alquimista Ramon Llull en 1275, aunque no hay evidencia contemporánea que lo afirme[cita requerida]. Lo sintetizó por primera vez en 1540 Valerius Cordus, que lo llamó «aceite dulce de vitriolo» (oleum dulci vitrioli, en lengua latina). El nombre se debe a que fue descubierto a partir de la destilación de etanol y ácido sulfúrico (conocido antiguamente como aceite de vitriolo, porque se producía a partir de ese mineral), y descubrió algunas de sus propiedades medicinales. Aproximadamente al mismo tiempo, Theophrastus Bombastus von Hohenheim (conocido como Paracelso) descubrió sus propiedades analgésicas. El nombre de éter se lo dio August Sigmund Frobenius en 1730.

## Uso anestésico
El médico estadounidense Crawford Williamson Long fue el primer cirujano que lo empleó como anestésico general el 30 de marzo de 1842. Sin embargo, su autoría es discutida; no introdujo la anestesia de forma general en su práctica ni escribió ni conferenció sobre el tema antes de que los dentistas Oliver Wendell Holmes y William Morton hicieran sus demostraciones. Los historiadores de la medicina se decantan por estos últimos como verdaderos desarrolladores de la anestesia. El éter no se usa mientras haya otro anestésico disponible, por su inflamabilidad y porque es irritante para algunos pacientes.
Debido a esas razones, junto con su alta inflamabilidad y su bajo punto de ignición, el éter etílico es considerado uno de los factores de riesgo de los laboratorios.
El éter puede usarse para anestesiar garrapatas antes de eliminarlas de un cuerpo animal o humano. La anestesia relaja a la garrapata y evita que mantenga su aparato bucal (hipostoma y quelíceros) debajo de la piel.

## Uso recreativo
Los efectos anestésicos del éter le han hecho una droga recreativa, aunque no popular. El éter etílico no es tan tóxico como otros disolventes utilizados como drogas recreativas.
El éter mezclado con etanol se vendió en el siglo XIX como droga recreativa, durante algunos movimientos por la templanza de la sociedad occidental. En esa época, no se consideraba apropiado que las mujeres consumieran bebidas alcohólicas en sociedad, así que en su lugar se consumían drogas que contenían éter. Un medicamento para la tos llamado gotas de Hoffmann se vendía en esa época como una de esas drogas ya que contenía mucho alcohol. El éter tiende a ser difícil de consumir solo, y por lo tanto se mezcló a menudo con drogas como el etanol para uso recreativo. También se puede utilizar como inhalante.

## Metabolismo
Se ha propuesto que la enzima citocromo P450 es la que metaboliza el dietiléter.
Además, el dietiléter inhibe el alcohol deshidrogenasa, y por tanto ralentiza el metabolismo del alcohol. También inhibe el metabolismo de otras drogas requiriendo un metabolismo oxidativo.